# 布雷蒂尼
布雷蒂尼（法語：Brétigny，法語發音：[bʁetiɲi]）是法国瓦兹省的一个市镇，属于贡比涅区。

## 地理
布雷蒂尼（49°34'2"N, 3°6'42"E）面积5.16 平方千米，位于法国上法蘭西大區瓦兹省，该省份为法国北部内陆省份，北起索姆省，西接厄尔省和滨海塞纳省，南至塞纳-马恩省和瓦兹河谷省，东临埃纳省。
与布雷蒂尼接壤的市镇（或旧市镇、城区）包括：卡姆兰、基耶尔济、阿皮利、巴伯夫、屈特、瓦雷讷。

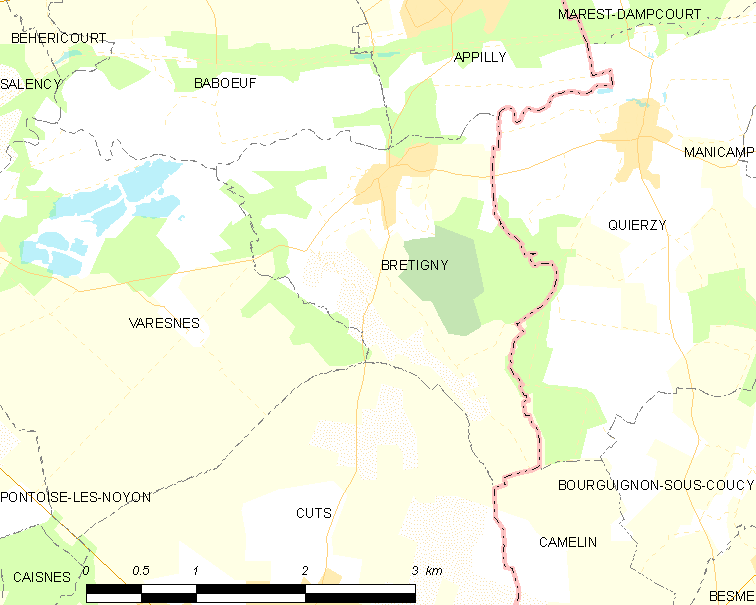
布雷蒂尼的OSM定位图

布雷蒂尼的时区为UTC+01:00、UTC+02:00（夏令时）。

## 行政
布雷蒂尼的邮政编码为60400，INSEE市镇编码为60105。

## 政治
布雷蒂尼所属的省级选区为努瓦永县。

## 人口

1962-2008年间布雷蒂尼人口变化图示

布雷蒂尼于2022年1月1日时的人口数量为433人。